# Good Boys
Good Boys är en amerikansk komedifilm från 2019 i regi av Gene Stupnitsky.

## Handling
Filmens handling kretsar kring de tre tolvåriga bästa vännerna Max, Lucas och Thor, som efter att ha blivit inbjudna till en stor kyssfest, bestämmer sig för att låna en drönare tillhörande Max pappa, så att de kan spionera och ta lärdom av hans otroligt kyssvänliga tonårsgranne Hannah. Allt går dock inte som de har tänkt sig, vilket även resulterar i att hela drönaren blir totalförstörd. De bestämmer sig därför för att skolka från skolan och gå fram till den lokala gallerian för att köpa sig en helt ny drönare, så att de ska slippa hamna i trubbel med Max pappa och få utegångsförbud. De begår också en hel del dumma, korkade och dåliga beslut under filmens gång, som bland annat inkluderar oavsiktligt stulna droger och massvis av jagande poliser.

## Produktion
Filmenens manus är skrivet av Lee Eisenberg och Gene Stupnitsky. Producenter för filmen var  Lee Eisenberg, Evan Goldberg, Seth Rogen och James Weaver. Produktionsbolag var Point Grey Pictures.
Filmen hade biopremiär i USA den 16 augusti 2019. Två dagar tidigare, den 14 augusti 2019, hade filmen biopremiär i Sverige.

## Rollista (i urval)
| Jacob Tremblay    | – Max         |
| Keith L. Williams | – Lucas       |
| Brady Noon        | – Thor        |
| Molly Gordon      | – Hannah      |
| Midori Francis    | – Lily        |
| Izaac Wang        | – Soren       |
| Millie Davis      | – Brixlee     |
| Josh Caras        | – Benji       |
| Will Forte        | – Max pappa   |
| Lil Rel Howery    | – Lucas pappa |
| Retta             | – Lucas mamma |